# Pocierzyn
Pocierzyn – wieś w Polsce położona w województwie kujawsko-pomorskim, w powiecie radziejowskim, w gminie Osięciny.

## Podział administracyjny
W latach 1954–1961 wieś należała i była siedzibą władz gromady Pocierzyn, po jej zniesieniu w gromadzie Kościelna Wieś, następnie w gromadzie Osięciny. W latach 1975–1998 miejscowość administracyjnie należała do województwa włocławskiego. Wieś sołecka.

## Demografia
Według Narodowego Spisu Powszechnego (III 2011 r.) liczyła 127 mieszkańców.

## Historia
W XIX wieku Pocierzyn, wieś w powiecie nieszawskim, gminie Osięciny, parafii Kościelna Wieś, odległy 17 wiorst od Nieszawy, ma 122 mieszkańców (rok 1882). W 1827 r. było 6 domów i 68 mieszkańców. Folwark Pocierzyn w roku 1882 oddzielony od dóbr Ruszki, rozległość mórg 348: grunty orne i ogrody mórg 289, łąk mórg 3, pastwisk mórg 39, lasu mórg 5, nieużytków mórg 12, budynków murowanych 8, z drzewa 3.

## Zabytki
Według rejestru zabytków NID na listę zabytków wpisany jest park dworski z końca XIX w., nr rej.: 243/A z 4.11.1987.